# 林大咏
林大咏（英語：Ling Tai Yong，1997年3月21日—），马来西亚华人YouTuber，来自砂拉越州民都鲁，现居吉隆坡，祖籍福建福州，以别名林BIG咏（英語：Ling BigYong）为人熟知，作品大多以生活搞笑为题材。
早年，他以林PINK咏角色开始了他的YouTube生涯。他于2013年发布的微电影《中学生谈恋爱》引起共鸣，此作品是他本人的亲身经历，也成为他的成名作。除此之外，他也参与大马艺人钟盛忠的微电影作品《最烂学生？》。他的作品曾出现在中国综艺节目《家庭幽默录像》中。林大咏也在2016年拍摄并发布自己的第三部微电影《中学那一年》，其后也陆续拍摄並发布更多微电影作品。

## 简历

### 早年及早期YouTube生涯
林大咏就读小学時，非常热爱画漫画，曾经梦想成为一名漫画家。當時，林大咏画了很多漫画，班上的同学几乎都有看过他的漫画。「林BIG咏」这个名称是在当时他给自己取下的笔名。 直到2009年，他开始接触了拍摄，之后拍摄成为了他的另一个兴趣。当时他用了家中的数码相机，开始了他的拍摄旅程。林大咏对画漫画的热忱也渐渐的被拍摄取代了。
2009年，当时只有12岁的林大咏创立了自己的YouTube频道。他透过YouTube来分享他的创作，每个作品都是他自导自演自编自拍自剪，一直到今天，他还是坚守着这些岗位。他的第一部搞笑短片是《皮肤都乾了》，当时此片大受网民热爱。《皮肤都乾了》走红人物「林PINK咏」，是他本人扮演的娘娘腔角色(但他于2019年在林尚进的小谈透露他所演的娘娘腔角色的原演并非他本人，而是他的表弟黄邦朕，直到那年黄邦朕从民都鲁搬迁至古晋后，林大咏才正式扮演林PINK咏一直到现在)。直到今日，《皮肤都乾了》甚至还推出了两季的网络剧（总共9集）。「皮肤都乾了」这句话甚至成了林大咏影片里的口头禅。
2009年至2012年期间，林大咏持续拍了很多部影片。他邀请了身旁的好友参演自己的作品。阿凯（黄增凯）和暴牙哥（邱敦清）是林大咏在中学时期的好友，也是影片里不可缺少的两位灵魂人物。他们曾一起拍下许多经典的搞笑作品，甚至还被网友称为「三剑客」。

### 开始拍摄更高质量影片
2012年，林大咏开拍了个人的第一部微电影《孩子不乖》。新加坡著名导演梁智强是林大咏最欣赏的导演之一，《孩子不乖》是模仿梁智强的经典之作《小孩不笨2》，同时也是特别向梁导致敬。
直到2012年9月，当时15岁的林大咏在中学时期谈了将近2年的恋爱在那年结束了，他靠着身旁的好友们和信仰的扶持与鼓励才走出情伤。 2013年，林大咏决定要把自己真实经历的爱情故事拍成一部微电影，名为《中学生谈恋爱》。他希望可以透过微电影来向观众传达中学生在中学时期是否适合谈恋爱的信息。《中学生谈恋爱》这部微电影是林大咏人生的转捩点。《中学生谈恋爱》在2013年2月7日华人农历新年期间于YouTube上映。《中学生谈恋爱》让林大咏在一夜之间瞬间爆红，改变了他的一生。之后，林大咏仍然持续不断更新作品，影片的风格也慢慢转为贴近生活题材的影片。当时他拍了很多让观众印象深刻的作品，如《当男生做功课的时候》、《当男生打DOTA时对女朋友说的借口》、《当老师不在班的时候》、《当学生在课室上课的时候》、《大马华人说华语的方式》、《当男生喜欢女生的时候》等等。其中，他的作品更是出现在中国综艺节目《家庭幽默录像》当中。同年里，林大咏首次和本地艺人钟盛忠合作微电影，名为《最烂学生？》，是一部由钟盛忠自编自导的青春校园微电影。拍电影是林大咏一直以来的梦想，2013年6月，林大咏受邀客串演出黄明志第四部电影《猛加拉杀手》。但在隔年，黄明志宣布他的第四部电影《猛加拉杀手》被禁。于2013年11月，林大咏宣布开拍个人第三部微电影《中学那一年》。当时拍摄进度已完成了80%，但却在拍摄过程中因电脑当机，所有影片档案一夜间消失。由于没有做好多余的备份，《中学那一年》在2014年1月宣布停拍。
2014年，17岁的林大咏在那年仅上载了6部影片（平均两个月一部），因为他需应对马来西亚教育文凭（SPM）考试，所以他把时间都专注在课业上。虽然没有像之前一样频密的更新作品，但他在那年的作品点击率仍破百万。6月，林大咏受邀到新加坡与梁智强公司旗下艺人Tosh Rock & Noah Yap合作YouTube影片《单身VS谈恋爱》。透过林大咏的影片来宣传当时梁导正要在马来西亚上映的电影《狮神决战》，但林大咏至今仍未见过梁智强本人。7月，林大咏再次受邀客串参演了另一部本地电影《鬼叫你看》，但电影至今仍未上映，直到十年之后的2024年，导演戴敏非宣布将会在2024年5月23日上映。12月，他被通知中选服兵役3个月，直到2015年2月结束服役。
2015年3月，林大咏成功考上大学，他到马六甲的多媒体大学报读电脑科系（Diploma in Information Technology）。升学之前，林大咏首次推出了《皮肤都乾了》网络剧，大受网民热爱。上了大学后的林大咏，把时间都投入在他的学业上，没能有多余的时间拍摄。直到12月尾，他决定退学，把所有的时间精神都投入在他的YouTube頻道上。

### 成为全职YouTuber
2016年1月1日，他回到家乡砂拉越並注册了属于自己的公司，名为「LBY PRODUCTION」。由于有更多的时间可以专注拍摄，林大咏在该年几乎每一个星期至少上传一部作品。在当时「三剑客」已有将近两年没有合演，但在林大咏该年的第一部影片《当学校开学的时候》，「三剑客」再次回归。该年3月，《皮肤都乾了》网络剧开播第二季。11月，林大咏的YouTube订阅者更是飙升至60万。自《中学那一年》在2013年失败后，时隔三年，今年林大咏决定重启《中学那一年》，同时他宣布以全新故事及全新阵容出发。这也将是未来几年里「三剑客」最后一次的合作。《中学那一年》2016年11月26日在林大咏YouTube频道上映。
2017年，他去到了悉尼拍摄《皮肤都乾了3》。该年大咏拥有7部短片突破100万次观看，而《开学第一天》这部影片更是突破了530万次的点阅率，也是其频道第二高点击率的影片，大咏自称这部影片是他有史以来点击率上升最快的一部影片，同时也登上了YouTube马来西亚时下流行排行榜的第二名。
2018年1月12日，大咏也上传了第一部4K画质的影片。这部影片也在短短的14个小时内突破了15万的点击率。同年，其微电影《17岁后的我们》在短短的3个月内突破50万次观看。随后在2月底，林大咏决定和他的女朋友余聚晶及他的表弟黄邦朕一起搬迁到吉隆玻居住及发展以方便拍摄工作。单在2018年，林大咏已经有两部作品突破100万次观看率，其中一部影片《如果歌曲成了生活中的对话》更是在短短的一个星期内突破120万次观看率。5月19日凌晨约4点半，林大咏的YouTube频道订阅人数突破100万，他也成为马来西亚第三个破100万订阅人数的华裔YouTube影片创作者。
2019年5月31日，林大咏和许佳麟联合推出了他们的第一首原创歌曲《尴尬癌末期》的MV，此影片获得观众的喜爱，短短4天就已经超过50万次观看。
林大咏在当YouTuber期间除了有跟自己的女朋友余聚晶(Nikki)和同乡好友黄增凯(阿凯)、邱敦清(爆牙哥)、卢安妮和Laura Liong(中文名不详)多次合作之外，亦曾和不少圈中好友和大马中文YouTuber及本地明星都有合作并也有在他的YouTube频道演出过，其中包括钟盛忠、钟晓玉、钟旭辉、林铭(Dennis)、江沁雯(Caca)、林尚进、黄晨祐(Clarence)、杨虹铃(杨宝贝)、童信肯(肯肯)、林慧珊(韩晓嗳)、蔡常勇、温舒森、Fuying & Sam (本地组唱歌手)、谢丽萍 (大马名模)、陈俐颖、黄劲达、翁依玲、王雪嫣、孙莹珍(Esther)、许佳麟、池炜城、尤振恺(Bernard CK)、刘汉杰、叶禹志(宋圣)、刘铠翔、碰碰组合（庞捷忆(碰姐)、庞加斯顿(碰弟))、黄玮仁(Lunacy)、陈培永、许靖瑜、许靖晴、蔡常乐、洪志杰(Jakipai)、李信洋(老洋)、黄珂怡、洪为展(Insect Ang)、王湘涵、Damien Ow、林尚达、托尼张(原名不详)、刘启凡、林佳佳、张秋雯、Monster Replay组合 (Mayfield马飞、谢槟可、莫锦湫)、刘凯恒、杜胜耀(Johnny Toh)、徐专凯(Benny Tuong)、郑嘉雯、Dennis Yin、黄洁琪、Serena Mars(中文名不详)、陈婉盈(Wan Yin/Dennis的同城好友兼花生牛油频道的成员之一)、Raisin Entertainment (Desmond Chai、Quan、Chin Woon、Nabil)、陈佳莹(DIOR大颖)、Minsley曾谊雯(由于大咏曾在《干爹业配吧！2.0》成名夜担任神秘幕后推手，所以这两位是大咏首次邀请《干爹业配吧！》的参赛者一起参与他的影片)、颜国铭(Shawn)、李斌铭(Epic Asian)、Joseph Germani、容璇雯(Yeona)、蔡智贤(Sai/YouTube挖金频道的创办人之一)、李泳泽(大棒记)、刘恺欣、游杰权(译音，Alexander)、林国劲(Jin Lim aka Jinny Boy)、许素瑄(Soya手痒计划，原是马来西亚沙巴华人，但在台湾定居)、黄苑莹(Elaine)和罗可儿(炸鱼/第3位和大咏合作《干爹业配吧！2.0》的实习生)，其中Nabil(Raisin Entertainment的成员之一)是唯一一位印裔穆斯林网红出现在大咏的影片同时也是大咏在13年的YouTube职业生涯以来首次和印裔穆斯林网红(团体组)合作拍影片、Joseph Germani是首个大马英文圈的Youtuber出现在大咏的影片(实际上大咏曾和Joseph合作过拍影片，但后者是在这之前没有在大咏的影片演出过)、刘恺欣也是首位前astro国际华裔小姐季军参与大咏的影片(经他丈夫Bernard CK介绍)和许素瑄是首位非参演林大咏的搞笑影片拍摄的网红，而是以另外一种形式和对方合作(即生活记录影片，因为林大咏和余聚晶去台湾期间刚好碰上许素瑄所以才让她当他们的台湾导游)，特约演员(即非网红)则有李敬聪、黄俊旺、林琦琦、陈志毅、陈毅飞、林莲清(Dennis林铭的妈妈)、林尚进的妈妈(名字不详)、曾亚娇(Dennis林铭的外婆/已于2025年6月23日逝世，生前仅参演过一部林大咏的微电影作品也是她的遗作)、Candy Lam(Bryson刘铠翔的妈妈/中文名不详)和林汉祥(Dennis林铭的爸爸)都有和大咏合作拍影片，其中李敬聪、黄俊旺、林琦琦和陈志毅是大咏还在砂拉越时认识的同乡朋友，还有陈毅飞、林莲清、林尚进的妈妈、曾亚娇、Candy Lam和林汉祥是经由他的网红朋友(林铭、江沁雯、林尚进、黄晨祐和刘铠翔)介绍才会参与他的影片演出，有些特约演员正因为曾参演大咏的影片就受观众关注，除了方志勇(Cody Hong)、陈泇彤(彤彤)、李山源(阿源)、陈泇惠(白冰沙)和黄麒达(大神)等大马中文YouTuber至今没有跟过林大咏合作拍影片。
在2020年11月24日，开启了游戏频道 LBY游咏，并同时间上传第一部影片，以游戏为主，没有字幕。
在2024年10月19日，林大咏上传了他的第一支英文的谈话影片同时也是自他2009年当youtuber以来第一支大多数是说英文的影片，也就是他在2023年上传的系列Mamak Talk(早前的第一支谈话影片的嘉宾正是林铭、邱敦清和其表弟黄邦朕，之后还邀请了许佳麟、蔡智贤、黄增凯、刘铠翔和其女友余聚晶和他一起进行谈话)，此影片的嘉宾除了常驻嘉宾Dennis林铭之外，还有第一次出现在大咏YouTube频道的林国劲(Jin Lim aka Jinnyboy)一起谈大马华人不会说华语的话题。
在2025年5月10日，林大咏受邀参与了陈培永制作并由Carro赞助的最新YouTube益智游戏节目《你这个大聪明》，这也是林大咏第4次和陈培永互相合作拍影片(他们的YouTube频道皆两次，也是时隔6年再次合作)，除了他被邀请参与之外，其他和他一起参与这节目的网红和艺人包括李铭鸿(Tomato)、吴家润(Yoon)、何恋兹(Michiyo)、赖铭权(Maq)、关丽燕(Jestinna)、Shi Qi老师、梁祖仪、陈泇彤、李靖雯(Joey Lee)、Sam Wong、蔡智贤、林金德(译音，Tick Lim)、李斌铭、庞琂予、黄楚琳(Adeline)、马汉斌、李文键(Joseph)、傅冠杰(Curtis)、张秋雯、Celine陈善琳、杨子华(Caedon)、成志缘(William)、邱文博和赖宇涵。这些参赛者除了蔡智贤、李斌铭、庞琂予和张秋雯(这4位至少都和大咏合作拍影片一次)以及何恋兹、陈泇彤、李文键和邱文博(这4位都是曾和大咏一起拍影片但没有互相合作过拍影片，其中3位(不包括李文键)是同时出现在林尚进的小谈和周记影片，当然林大咏也曾出现在陈泇彤的YouTube影片，还有李文键则是有和林大咏见面过一次和有合作拍IG影片)之外，其余的参赛者是没有和林大咏合作过和没互相见过对方，他将会和其余的24位参赛者一起争夺由Carro送出的BMW二手轿车。随后在此节目的第二集他展现出了他的隐藏技能，就是能瞬间背完全部193个联合国国家的国旗和他也是25位参赛者当中唯一获得满分的参赛者，但在同集因为他本身数学不好的关系，所以他的分数被他的竞争对手蔡智贤和赖铭权超越，暂时获得第3名。最后在第三集(最后一集)进行了英文拼字对决，最终林大咏险些败给了最后夺得总冠军的蔡智贤(最终获得BMW X4的参赛者)和总亚军的李斌铭，只能以109分夺得季军(只比拿到第4名的赖铭权多3分)。

## 电影作品
| 拍摄日期  | 上映日期                                                                             | 电影           | 角色       |
| 2013年6月 | 2014年被禁，2019年解禁，将在2019年2月28日以《猛加拉杀手2.0》的名义上映，但还被判18禁 | 《猛加拉杀手》 | 客串学生   |
| 2014年7月 | 2024年5月23日                                                                        | 《鬼叫你看》   | 客串水电工 |
| 2017年    | 2018年3月15日                                                                        | 《败者为王》   | 拿督李宗顺 |

## 微电影作品
| 年份   | 片名                                            | 导演   | 编剧                 | 主演                                                               | 片长   | 点击率              | 备注 |
| 2012年 | 《孩子不乖》                                    | 林大咏 | 林大咏               | 邱敦清 李敬聪 林大咏 黄俊旺                                        | 21分钟 | 49万 （2021年4月）  | 新加坡著名导演梁智强是林大咏最欣赏的导演之一，《孩子不乖》是模仿梁智强的经典之作《小孩不笨2》，同时也是特别向梁导致敬。 |
| 2013年 | 《中学生谈恋爱》 （页面存档备份，存于）         | 林大咏 | 林大咏               | 林大咏 林琦琦 邱敦清 黄增凯 卢安妮                                 | 28分钟 | 566万 （2021年4月） | 改编自林大咏真实经历，为其代表作。 |
| 2016年 | 《中学那一年》 （页面存档备份，存于）           | 林大咏 | 林大咏 邱敦清        | 黄增凯 江沁雯 邱敦清 林大咏 杨虹玲 林铭 林尚进 林慧珊 童信肯       | 67分钟 | 592万 （2021年4月） | 于2013年11月开拍，拍摄过程因电脑当机，所有影片档案一夜间消失。由于没有做好多余的备份，《中学那一年》在2014年1月宣布停拍。2016年7月头重新开拍，8月底宣布杀青。《中学那一年》以最快的速度（四天）突破了一百万点击率，刷新了林大咏的个人纪录。     |
| 2018年 | 《17岁后的我们》 （页面存档备份，存于）         | 林大咏 | 林大咏               | 池炜城 卢安妮 曾亚娇 林大咏 Bernard CK 杨虹玲 童信肯 林尚进 黄晨祐 | 30分钟 | 86万 （2021年4月）  | 2018年2月14日上映。此微电影是特别演出者曾亚娇的唯一一部作品同时也是她生前的遗作。 |
| 2018年 | 《喜欢她，却不敢开口？》 （页面存档备份，存于） | 林大咏 | 林大咏               | 林大咏 余聚晶 林铭 林尚进 许靖瑜 黄晨祐                            | 15分钟 | 125万 （2021年4月） | 2018年3月16日上映，为英迪国际大学业配。这也是林BIG咏首次与女友一同饰演微电影里的男女主角。 |
| 2019年 | 《我们之间的第三者》                            | 林大咏 | 林大咏 邱敦清 余聚晶 | 林大咏 余聚晶 许佳麟 林铭 洪志杰 许靖瑜 黄邦朕                     | 25分钟 | 93万 (2021年4月)    | 2019年3月22日上映，为《喜欢她，却不敢开口？》的续集，为英迪国际大学业配。这也是林大咏再次和自己的女友一同饰演微电影里的男女主角。原本林尚进和黄晨祐有份参演这部微电影，但他们皆有事在身无法参演，所以林大咏就找来了许佳麟和洪志杰取代他们演出。 |

## 客串演出
| 年份   | 片名           | 导演   | 编剧   | 演员                                                    | 片长   | 点击率              | 备注                                   |
| 2013年 | 《最烂学生？》 | 钟盛忠 | 钟盛忠 | 钟盛忠 钟晓玉 林大咏 黄增凯 邱敦清 钟旭辉 林佩姗 卢安妮 | 46分钟 | 604万 （2021年4月） | 这是他首次和本地艺人钟盛忠合作微电影。 |

## 网络剧作品
| 年份   | 片名            | 首播          | 集数 | 演员                                           | 全集总点击率 | 备注 |
| 2015年 | 《皮肤都乾了》  | 2015年3月21日 | 3    | 林大咏 陈志毅                                  | 397万        | 《皮肤都乾了》第一集是在林BIG咏当兵3个月之后推出的新作。起初林BIG咏只是以“边拍边想”无剧本的方式来进行拍摄。由于起初没有好好规划故事未来的发展，所以第一季的《皮肤都乾了》仅仅只有三集。而大结局更是以恶搞《速度与激情6》的电影桥段来呈现。《皮肤都乾了》第一季的整体反应出乎预料的热烈，这也是《皮肤都乾了》网络剧系列里唯 一 一 季每集都突破百万点击率的网络剧。林BIG咏在完成这部网络剧之后，就准备升上大学。 |
| 2016年 | 《皮肤都乾了2》 | 2016年3月11日 | 6    | 林大咏 江沁雯 林铭 黄晨祐 陈毅飞 黄邦朕        | 637万        | 林BIG咏升上大学六个月之后，他决定退学。2016年1月，他宣布全时间投入他的YouTube工作。于是林BIG咏决定开拍《皮肤都乾了2》网络剧。故事是紧接着第一季的剧情，也延续了第一季的搞笑及搞怪的风格，林BIG咏也在剧情里加入了爱情元素。同时林BIG咏也邀请了两位好友，也就是当时当红的Dennis Caca参与演出。Caca饰演了林BIG咏在剧中里的女友，Dennis则是饰演Caca的表弟。《皮肤都乾了2》网络剧全集总点击率为500万，更是突破了前一季的总点击率记录。 |
| 2017年 | 《皮肤都乾了3》 | 2017年4月21日 | 7    | 林大咏 江沁雯 邱敦清 卢安妮 林铭 黄邦朕 林莲清 | 524万        | 由于前两季的《皮肤都乾了》网络剧获取了非常好的成绩，林BIG咏决定开拍第三季。第三季的风格比较不同，由于林BIG咏要透过第三季来修复前两季的剧情漏洞，所以呈现故事的方式也比较认真。起初林BIG咏宣布《皮肤都乾了3》总共有9集，但后来过程中作品不断延迟，于是林BIG咏决定把最后三集剪接成一集。林BIG咏并非把第三季的大结局名为《皮肤都乾了3：第七集(大结局)》，而是直接名为《皮肤都乾了3：大结局》。这让不少观众误以为这是《皮肤都乾了》网络剧系列的“终极大结局”。而大结局的时长为38分钟，林BIG咏也希望可以透过这38分钟来带给观众一部微电影的感觉。而大结局更是延续了搞怪及搞笑的风格，除了有笑，也有泪。大结局更是突破了一百万点击率。 |

## 《皮肤都乾了》全季
- 拥有3季
- 全季点击率总共：1,558万（最后更新为2019年5月6日）
- 编剧：林大咏；剪接：林大咏；摄影：林大咏、黄邦朕

### 2015年《皮肤都乾了》
- 全剧共有3集。
- 全剧点击率总共：397万（2019年5月6日更新）
- 剧情简介：林大咏是家中的独生子。但家人常忙于业务，经常出差。林大咏的生活很寂寞无人陪伴。直到有一天，林大咏生日当天，曾在两年前移居到美国的林PINK咏（林大咏的远房堂弟）突然回到马来西亚。于是林PINK咏就前往林大咏的家居住。制造了一系列的闹剧及麻烦给林大咏。

| 演员   | 角色     | 暱称／关系 | 登场集数 |
| 林大咏 | 林大咏   | 林大咏 林PINK咏之远房堂哥 家中的独生子，但家人常忙于业务，经常出差 | 全剧     |
| 林大咏 | 林PINK咏 | 阿瓜（娘娘腔） 天生娘娘腔 林大咏之远房"堂妹" 移民美国后，突然回来，居住在林大咏的家 被林大咏视为超级麻烦人物 之后在剧中被林大咏训练后成为真正的男人，只是第三季被林大咏發現“她”只是配合。 | 全剧     |
| 陈志毅 | 抢匪     | 在林PINK咏的梦中出现的抢匪 | 2        |

### 2016年《皮肤都乾了2》
- 全剧共有6集。
- 全剧点击率总共：637万（2019年5月6日更新）
- 剧情简介：于上季林PINK咏被训练成真正的男人后，故事焦点继续回到林PINK咏的身上。林PINK咏因在回美国当天，到了机场后才发现忘了带护照，于是林大咏就以最快的车速载着他回家拿护照。在回家的路途上发生了车祸，林PINK咏脑部受撞导致失忆，记忆停留在五岁。亦因荷尔蒙失调导致偏向女性，变回娘娘腔。林PINK咏又再一次给林大咏造成了许多的麻烦，继续闹出了许多的笑话。

| 演员      | 角色     | 暱称／关系 | 登场集数 |
| 林大咏    | 林大咏   | 林大咏 林PINK咏之远房堂哥 Caca之前男友，但还深爱着她 家中的独生子，但家人常忙于业务，经常出差 | 全剧     |
| 林大咏    | 林PINK咏 | 阿瓜（娘娘腔） 天生娘娘腔 林大咏之远房"堂妹"，并被他针对 小铭之好友 于上季《皮肤都乾了》被林大咏训练后成为真正的男人，第三季被林大詠發現“她”只是配合 于第1集因车祸失忆，记忆停留在五岁，亦因荷尔蒙失调导致偏向女性，即为娘娘腔，後來第三季被林大咏發現因為“她”不想回去美國而裝失憶。 于第5集被劫匪刺伤后因头部重击而恢复记忆，变成真正的男人，於第三季也被林大詠發現只是裝真正的男人。 | 全剧     |
| 江沁雯    | Caca     | 林大咏前女友 小铭之表姊 于第6集回加拿大（其实是澳洲，她欺骗大咏） | 2-6      |
| 林尚进    | 医生     | 帮PINK咏看诊 | 2        |
| 林铭      | 小铭     | PINK咏之好友 Caca之表弟 | 3-5      |
| 黄晨祐    | 绑匪     | 绑架PINK咏和小铭，但失败 于第5集被捕 | 4-5      |
| Sill Chen | 警察     | 因为绑匪在马路中间泊车并向他开罚单 | 4-5      |
| 黄邦朕    | 抢匪     | 刺了PINK咏一刀后趁其无力反抗时抢走手机 | 5        |
| 林莲清    |          | Caca之母 仅在Caca的回忆中出现 | 3        |

### 2017年 《皮肤都乾了3》
- 于2017年2月2日正式开拍
- 播放日期：
  - 预告片- 3月3日
  - 第一集- 4月21日（原本选定3月18日，因为剪接补拍问题，加上林大咏睡觉时敲到他房间的电脑桌而遭到眼睛部分受伤而暂时停拍并延迟）
  - 第二集- 5月5日（原本选定3月25日，原因同上）
  - 第三集- 5月12日（原本选定4月）
  - 第四集- 6月16日（原本选定4月）
  - 第五集- 6月30日（原本选定4月）
  - 第六集- 9月8日（原本选定5月）
  - 第七集：大结局- 10月13日
- 演员阵容：林大咏、邱敦清（暴牙哥）、卢安妮（Agnes）、江沁雯（Caca）、黄邦朕、林铭
- 编剧：林大咏；剪接：林大咏；摄影：林大咏、黄邦朕
- 取景地： 马来西亚、 悉尼
- 集数：7集（原定10集，因无时间播出在Youtube而变成7集【第七集时长为30分钟以上】）
- 全剧点击率总共：524万 （2019年5月6日更新）
- 剧情简介：自PINK咏遭到抢匪捅了一刀，从昏迷中苏醒后，又再次变回男人。随着Caca回去加拿大之后，PINK咏也将要准备回去美国了。但在PINK咏回去之前，一个不可告人的秘密被揭发了。

| 演员   | 角色     | 暱称／关系 | 登场集数 |
| 林大咏 | 林大咏   | 林大咏 林PINK咏之远房堂哥 Caca之前男友，但还深爱着她，最后失去 Roland之好友，后反目 家中的独生子，但家人常忙于业务，经常出差 | 全剧     |
| 林大咏 | 林PINK咏 | 阿瓜（娘娘腔） 天生娘娘腔 林大咏之远房"堂妹"，并被他针对 小铭之好友 于第一季《皮肤都乾了》被林大咏训练后成为真正的男人，只是配合林大詠 曾经因车祸失忆，记忆停留在五岁，亦因荷尔蒙失调导致偏向女性，即为娘娘腔（实际根本是昏倒，仍然还是娘娘腔） 自从被劫匪刺伤后因头部重击而恢复记忆，变成真正的男人后，实际上是为了实现当演员的梦想，而假扮变男人 因PINK咏爸爸不接受PINK咏的梦想，而造成他离家出走找大咏 | 全剧     |
| 林大咏 | 林PINK爸 | 林PINK咏之爸 林大咏之叔叔 对PINK咏的梦想一开始并不支持，后已支持 有2个儿子，大儿子已为了梦想离家出走，小儿子为PINK咏 | 1、7     |
| 邱敦清 | Roland   | 林大咏之好友，后反目 爱慕安妮 | 2-7      |
| 江沁雯 | Caca     | 林大咏前女友 黄邦朕之女友 | 2-5、7   |
| Agnes  | 安妮     | Roland之爱慕者 第七集与Roland在新加坡见面 | 5-7      |
| 林铭   | 小铭     | PINK咏之好友（友情客串） Caca之表弟 | 7        |
| 黄邦朕 |          | Caca之男友（客串） | 4        |
| 林莲清 |          | Caca之妈妈（客串） | 7        |